# Meinhard
Meinhard är en kommun i Werra-Meissner-Kreis i Regierungsbezirk Kassel i förbundslandet Hessen i Tyskland. 
31 december 1971 genom en sammanslagning av de tidigare kommunerna Frieda, Grebendorf, Jestädt och Schwebda. De tidigare kommuenerna Hitzelrode, Motzenrode och Neuerode uppgick i den nya kommuen 1 april 1972.